# Johann Ferdinand Feige der Ältere
Johann Ferdinand Feige der Ältere (* 12. Juli 1733 in Dresden; † 13. Mai 1783 ebenda) war ein deutscher Bildhauer in Sachsen.

## Leben
Johann Ferdinand Feige der Ältere war der dritte Sohn von Johann Christian Feige dem Älteren und begann früh mit der Bildhauerlehre beim Vater. Anschließend lebte und arbeitete er bis zum Jahr 1766 bei seinem Bruder Johann Friedrich Feige auf dessen Vorwerk in Hellendorf bei Pirna mit. Bedingt durch den Siebenjährigen Krieg (1756 bis 1763) und die wirtschaftlich schlechten Jahre blieben Großaufträge aus. So fertigte er aufwendige Grabdenkmale in und um Dresden an.

## Werke (Auswahl)
- 1782: Sandsteinfigur eines Löwen am Erker der Löwenapotheke in Dresden, Kriegsverlust[2]
- 1783–83: Mitarbeit bei der Zwingerrestaurierung in Dresden